# Nepeta kurdica
Nepeta kurdica là một loài thực vật có hoa trong họ Hoa môi. Loài này được Hausskn. & Bornm. mô tả khoa học đầu tiên năm 1899.